# Iolanda (cantora)
Iolanda Costa (São Pedro, Figueira da Foz, 4 de Novembro de 1994), conhecida simplesmente como iolanda, é uma cantora e compositora portuguesa. Ficou conhecida graças à sua participação na primeira temporada do programa Uma Canção para Ti transmitido pela TVI em Dezembro de 2008. Na madrugada de 9 para 10 de Março de 2024, ela venceu o Festival RTP da Canção de 2024 com a canção "Grito" e representou Portugal no Festival Eurovisão da Canção de 2024 em Malmo, na Suécia, ficando no 10.º lugar.

## Biografia
Iolanda nasceu a 4 de Novembro de 1994 na Figueira da Foz, mas ainda em criança mudou-se para Pombal. Desde cedo revelou grande paixão pela música, e a sua vocação não passou despercebida aos pais, que a colocaram a estudar música na Tecnimúsica, uma escola em Pombal, e depois no Conservatório. Aos 17 anos mudou-se para Lisboa onde se licenciou em Ciências da Comunicação, pelo ISCSP. Tentou como porta de entrada na música atuações em bares e concursos de talentos nacionais. Posteriormente mudou-se para Londres, onde estudou composição de canções no Instituto Britânico e Irlandês de Música Moderna, da Universidade de Sussex.

## Carreira musical
Aos 14 anos, Iolanda participou na primeira edição do concurso Uma Canção para Ti, transmitido pela TVI em Dezembro de 2008 e foi eliminada na 2.ª gala, falhando então o acesso à final. Já aos 17 anos, voltou a tentar a sorte num programa televisivo, desta feita na 5.ª edição de Ídolos, em 2012, na SIC, mas não chegou à fase das galas em direto.
Em 2014, Iolanda subiu ao palco das Provas Cegas da segunda temporada do The Voice Portugal, na RTP1, mas a sua atuação de "Who You Are", de Jessie J, não conseguiu impressionar nenhum dos quatro mentores.
Em 2022 estreou-se no Festival da Canção enquanto coautora e cocompositora do tema "Mar No Fim", interpretado por Blacci. Já em 2023, Iolanda lançou o seu primeiro EP intitulado "Cura" que escreveu durante a pandemia de COVID-19.
Em 2024, Iolanda foi selecionada para concorrer ao Festival RTP da Canção de 2024 com a canção "Grito" e a 24 de Fevereiro de 2024 garantiu o seu lugar na final sendo uma das favoritas a vencer o festival. Na madrugada de 9 para 10 de Março de 2024, ela venceu o Festival RTP da Canção de 2024 com a canção "Grito", o que lhe deu o direito a representar Portugal no Festival Eurovisão da Canção de 2024 em Malmo, na Suécia. De acordo com o sorteio, Iolanda atuou na segunda parte da primeira semi-final, a 7 de Maio de 2024, e avançou para a final, do dia 11. Na final, atuou com as unhas pintadas com as cores e símbolos da Palestina, o que levou a que a União Europeia de Radiodifusão não publicasse o vídeo da performance, optando ao invés pelo vídeo da semi-final; mas após a RTP questionar a omissão o vídeo foi publicado. Ficou em décimo lugar no concurso.

## Discografia

### Extended plays
2024 - Olha para baixo
- 2023 – Cura

### Singles
- 2022 – Cura
- 2022 – Lugar Certo
- 2023 – Juro Já Nem Paro
- 2024 – Grito

#### Como artista em destaque
- 2015 – Crying Out (Darko feat. Iolanda)

## Prémios e Reconhecimentos
- 2024 - Vencedora do Festival RTP da Canção, em Portugal, com a música "Grito";[19]
- 2025 - nomeada para o Prémio "Artista Revelação" 2024, no âmbito do Festival Play, Prémios da Música Portuguesa.[19]